# Ratingia
Ratingia is een historisch merk van motorfietsen.
De bedrijfsnaam was: Ratingia, F. Müller & Co. GmbH, Ratingen, Rheinland.
Duits merk dat lichte modellen met 170- en 195 cc zijklepmotoren bouwde. Het was een van de honderden kleine merken die in 1923 begonnen met de productie en deze in 1925 weer staakten. Dergelijke fabriekjes konden slechts in de eigen regio motorfietsjes verkopen en konden ook geen dealernetwerk opzetten. Opmerkelijk is dat juist in 1925 meer dan 150 van deze bedrijfjes stopten met de productie van motorfietsen.